# 张世伟 (明朝)
張世偉（1569年—1641年），字異度，江苏吴江人。
隆庆三年（1569年）出生，善寫文章，曾得王世贞和王锡爵赏识，“每叹息以为国器”。万历四十年（1612年），举顺天乡试，以贤良方正不就。崇祯十四年（1641年）卒。崇祯十七年，追赠翰林待诏。著有《白广齐集》、《周史部纪事》等。